# Tegostoma albizonalis
Tegostoma albizonalis är en fjärilsart som beskrevs av George Francis Hampson 1900. Tegostoma albizonalis ingår i släktet Tegostoma och familjen Crambidae. Inga underarter finns listade i Catalogue of Life.